# Castillo de Cauche
El castillo de Cauche fue una fortificación situada en el término municipal malagueño de Antequera, España. Sus restos cuentan con la protección de la Declaración genérica del Decreto de 22 de abril de 1949, y la Ley 16/1985 sobre el Patrimonio Histórico Español.

## Descripción
Los restos de este castillo forman parte del cortijo de la Marquesa de Villanueva de Cauche. Éstá situado en el antiguo camino que unía la Madina Antaquira con Málaga, en la ruta que discurría por los puertos de las Pedrizas y de la Fresneda (1500 metros sobre el nivel del mar), en especial este último, que fue el que históricamente se ha utilizado. El pueblo actual se ordenó en torno a los restos de la antigua fortaleza, sus calles se dirigen hacia ella. Se conservan restos de algunos muros, sobre todo en el sector oeste, donde los muros de nueva construcción hubieron de apoyarse en los antiguos, debido al desnivel topográfico creado por el curso de un arroyo. De éstos, son diferenciables las primeras hiladas. Todavía conserva algún muro de tapial de unos 7 m de longitud y casi 2 m de ancho, aunque muy deteriorado, con todos los huecos de lo mechinales visibles.
El castillo, que se ha datado en época almohade, habría tenido planta trapezoidal, con un perímetro estimado de unos 210 metros y una superficie aproximada de unos 2.700 metros cuadrados. Habría tenido un albacar como segunda línea defensiva, con un perímetro de unos 320 metros y una superficie de unos 6.400 metros cuadrados. Sin embargo, el cortijo actual tiene planta cuadrada con un patio central, hacia donde se conservan los escudos nobiliarios de la familia que ha poseído todas las tierras de la zona desde el siglo XVI. En ese momento se construyó adosada a la zona norte una capilla con una torre de cinco cuerpos, con una planta de 3,30 x 4,40 m de lado, que posiblemente aprovechó alguna de las estructuras de mayor envergadura del cortijo. En el zócalo del primer cuerpo se adosaron a dos de los muros cuatro lápidas con inscripciones romanas, procedentes de la cercana ciudad de Aratispi, en el lugar conocido como Cauche el Viejo o Molino de aceite del Cauche. 
Presenta visión hacia la Torre de Zambra y podría haber tenido comunicación también con lo que pudieron ser dos torres defensivas situadas en la cúspide y en la ladera de la Sierra del Co, aunque el control visual del castillo no es muy extenso, por lo que su importancia estratégica se basaba en el control del camino y del puerto montañoso de la Fresneda.

## Historia
Aparece reflejado en la denominada "Crónica del Moro Rasis" con el nombre de Cabeche, como uno de los castillos importantes de la cora (kura) o distrito de Rayya, por lo que sus orígenes podrían situarse como mínimo en época emiral, aunque la morfología, situación y técnica constructiva de restos que nos han llegado no se corresponden a los de un castillo en altura de época emiral.
El castillo de Cauche fue conquistado sin apenas resistencia en 1410 por Don Lope de Mendoza y por Don Lorenzo Suárez de Figuero, según aparece indicado en las Crónicas de Juan II escrita por Pérez de Guzmán. Ese mismo año pasó a juriscicción de Antequera, al igual que Jébar (Xebar) y Aznalmara, y en 1414 se donó el castillo al concejo antequerano. 
Tras la conquista de Málaga en 1487 se perdió la efectivididad de la fortaleza, ordenando los Reyes Católicos su destrucción, por lo que el lugar quedaría abandonado. En 1509 el concejo de Antequera solició la repoblación de las dos aldeas de su territorio, Coche (Cauche) y Belda.